# L'Alqueria de la Comtessa
l'Alqueria de la Comtessa (em valenciano e oficialmente) ou Alquería de la Condesa (em castelhano) é um município da Espanha na província de Valência, Comunidade Valenciana. Tem 2,1 km² de área e em 2021 tinha 1 481 habitantes (densidade: 705,2 hab./km²).

## Demografia
| Variação demográfica do município entre 1991 e 2004 | Variação demográfica do município entre 1991 e 2004 | Variação demográfica do município entre 1991 e 2004 | Variação demográfica do município entre 1991 e 2004 |
| --------------------------------------------------- | --------------------------------------------------- | --------------------------------------------------- | --------------------------------------------------- |
| 1991                                                | 1996                                                | 2001                                                | 2004                                                |
| 1547                                                | 1487                                                | 1421                                                | 1462                                                |